# گیاه‌پارچ سیاه
گیاه‌پارچ سیاه (نام علمی: Nepenthes nigra) نام یک گونه از سرده گیاه پارچ است.